# Acquarica del Capo
Acquarica del Capo är en ort och tidigare kommun i provinsen Lecce i regionen Apulien i Italien. Den tidigare kommunen hade 4 637 invånare (2018).
Acquarica del Capo upphörde som kommun den 15 maj 2019 och bildade med den tidigare kommunen Presicce den nya kommunen Presicce-Acquarica.